# Hemvideo
Hemvideo (från engelskans home video) har, från slutet av 1970-talet, använts som begrepp för förinspelad videomedia, ibland även för uppspelningsutrustningen, som såldes eller hyrdes ut till privatpersoner.
Hemvideo spelades upp på videobandspelare. De skapades antingen genom masskopierande av medieföretag och/eller genom inspelning med hjälp av videokameror. Efter att DVD- och blu-ray tillkom användes begreppet en tid även för dessa medieformaten. Däremot finns det inte med i Svenska Akademiens ordlista.
Från 1996 och framåt har videobandspelare och begreppet hemvideo alltmer fått ge vika för DVD (i Sverige lanserat hösten 1998), inspelningsbar DVD samt TV-mottagare med inbyggd hårddisk.

## Företag
Ett bolag för distribution av hyrvideo etablerades 1978 under namnet Hemvideo. Senare ombildades det till Hem Films och efter danskt övertagande 1988 till Egmont Film.

### Fotnoter
1. ↑  "Äntligen TV på dina villkor! VHS hemvideo är här" annons i Svenska Dagbladet 25 november 1978.
2. ↑  ”Hemvideo”. Nationalencyklopedin. http://www.ne.se/hemvideo. Läst 5 oktober 2014.
3. ↑  Svenska Akademiens ordböcker (SAOL, SO och SAOB) på Svenska.se: hemvideo Läst 8 juli 2015.
4. ↑  "Danskarna tar över" Svenska Dagbladet 1 oktober 1988.